# الفريق الاستشاري المعني بإندونيسيا
الفريق الاستشاري المعني بإندونيسيا (بالإنجليزية: Consultative Group on Indonesia) هو جمع من المانحين الدوليين لإندونيسيا من 1992 إلى 2007 هدفه تنسيق تدفق المساعدات الأجنبية إلى إندونيسيا. تم تأسيسها من قبل الحكومة الإندونيسية والبنك الدولي.

## التاريخ
خلال التسعينيات وحتى عام 2007 رتبت إندونيسيا والبنك الدولي اجتماعات منتظمة للجهات المانحة الرسمية لإندونيسيا لمناقشة السياسات والمستويات السنوية للمساعدات الخارجية. بعد الأزمة المالية الآسيوية 1997-1998، على سبيل المثال في عام 1998 حث البنك الدولي الجهات المانحة على تقديم مبالغ مناسبة من الدعم المالي لتعزيز الانتعاش الاقتصادي في إندونيسيا. كان ينظر إلى اجتماعات المجموعة الاستشارية لاندونيسيا باعتبارها اجتماعات دولية رئيسية لإندونيسيا وحضرها عادةً مجموعة واسعة من كبار الممثلين، سواء من داخل إندونيسيا أو من الخارج.
تم إنشاء الفريق الاستشاري كبديل عن المجموعة الحكومية الدولية المعنية بإندونيسيا. كانت المجموعة الحكومية عبارة عن مجموعة مانحين دولية تأسست في أواخر الستينيات للمساعدة في تنسيق تدفق المساعدات الأجنبية إلى إندونيسيا. تم عقد المجموعة الحكومية برئاسة الحكومة الهولندية لأكثر من عقدين خلال السبعينيات والثمانينيات. عقب التعليقات الانتقادية المتزايدة على السياسة الداخلية الإندونيسية من قبل وزير التعاون الإنمائي في هولندا آنذاك جان برونك في أوائل عام 1992، أشارت الحكومة الإندونيسية إلى أنها لم تعد ترغب في المشاركة في اجتماعات المجموعة الحكومية السنوية في لاهاي وتفضل إنشاء مجموعة استشارية جديدة للمانحين، هي الفريق الاستشاري ويرأسها البنك الدولي.

## اللقاءات

### أول لقاء
عُقد الاجتماع الأول للفريق الاستشاري الدولي في باريس في الفترة من 16 إلى 17 يوليو 1992. ترأس السيد غوتوم كاجي (نائب الرئيس الإقليمي المكتب الإقليمي لشرق آسيا والمحيط الهادئ في البنك الدولي) الاجتماع. ترأس الوفد الإندونيسي السيد راديوس براويرو (الوزير المنسق للإشراف على الاقتصاد والمالية والصناعة والتنمية). حضر عدد من وفود الدول المانحة الثنائية، كما حضر ممثلون من عدد من المنظمات متعددة الأطراف. بدأ الاجتماع مع الرئيس ورئيس الوفد الإندونيسي معربًا عن تقديره لهولندا لعقد اجتماعات المجموعة الدولية على مدار الـ 24 عامًا الماضية. ثم ناقشت الوفود التطورات الاقتصادية والاجتماعية الأخيرة في إندونيسيا، واستعرضت متطلبات المساعدة الخارجية للسنة المالية 1991/1992، وناقشت الموضوع الخاص للاجتماع ("البنية التحتية المادية وتنمية الموارد البشرية").

### الاجتماع الأخرى
عُقد الاجتماع العاشر للفريق الاستشاري الدولي في طوكيو في الفترة 17-18 أكتوبر 2000. رئيس الاجتماع نائب رئيس البنك الدولي جمال الدين قسوم، أشار إلى أن هناك ثلاث قضايا كانت ذات أهمية قصوى في الاجتماع: استمرار الإصلاحات الهيكلية والتعبير الواضح لاستراتيجية الحد من الفقر وتنفيذ برنامج للحكم يغطي الإصلاحات القانونية والقضائية واللامركزية وإدارة الغابات.
تم عقد الاجتماع الثاني عشر للفريق الاستشاري الدولي في بالي يومي 22 و 23 يناير 2003. تم تأجيل الاجتماع في أعقاب هجوم بالي في أكتوبر 2002 وعُقد في بالي كدليل على دعم إندونيسيا في أعقاب المأساة. تضمن الاجتماع جلسات استثنائية حول الرد على مأساة بالي، وكذلك وقف إطلاق النار الذي تم الإعلان عنه في آتشيه.
في أعقاب يوم الملاكمة، عام 2004 وقع تسونامي في آسيا والذي أدى إلى مقتل ما يقرب من 170,000 في مقاطعة آتشيه، عقد الاجتماع الرابع عشر للمجموعة الاستشارية لاندونيسيا في 19-20 يناير 2005. نظر الاجتماع في تقرير تقني خاص أعدته وكالة التخطيط الإندونيسية بابيناس، ومجتمع المانحين الدولي الذي يوفر تقييماً أوليًا لتأثير تسونامي في إندونيسيا.
تم عقد الاجتماع الخامس عشر للمجموعة الاستشارية لاندونيسيا في جاكرتا في 14 يونيو 2006. وكان هذا آخر اجتماع للمجموعة الاستشارية لاندونيسيا قبل أن تعلن الحكومة الإندونيسية في أوائل عام 2007 أنه لن تكون هناك حاجة لعقد اجتماعات أخرى للمجموعة.

## حل الفريق
في أوائل عام 2007 أعلن رئيس إندونيسيا سوسيلو بامبانغ يودهويونو أن إندونيسيا لم تعد بحاجة للقاء المانحين في مؤتمر سنوي مثل المجموعة الاستشارية لاندونيسيا، ويفضل تحمل المسؤولية المباشرة لتنسيق برامج التنمية الدولية الإندونيسية مع المانحين.

## التمويل
تختلف تقديرات تدفق التمويل من خلال ترتيبات الفريق الاستشاري المعني بإندونيسيا التي أبلغ عنها مصدر مختلف إلى حد ما اعتمادًا على التقارير (الالتزامات أو المصروفات، التدفقات الصافية أو الإجمالية، القروض أو المنح، إلخ.) بعبارات عامة، الجداول التالية، المستمدة من مصادر مختلفة وضح حجم التعهدات (أي أساس الالتزام) للتمويل الذي تم في اجتماعات المجموعة الاستشارية لاندونيسيا. تشير الإحصاءات أن مجموع المنح المقدمة لإندونيسيا من عام 1992 إلى عام 2000 تقدر بحوالي 49.7 مليار دولار.